# Atanasie Nasta
Atanasie Nasta (n. 2 noiembrie 1912, Ano Grammatiko, Pella⁠(d), Macedonia și Tracia⁠(d), Grecia – d. 23 decembrie 1996) a fost un avocat, filolog, scriitor și poet aromân, care a activat în România.

## Biografie
Atanasie Nasta s-a născut în comuna aromânească Grămăticova din Grecia, situată într-o regiune muntoasă din apropierea graniței cu Republica Macedonia.
După ce a absolvit școala primară românească în comuna sa natală a urmat doi ani la liceul românesc din orașul grecesc Salonic.
În 1926, s-a mutat împreună cu familia în România, în Cadrilater, alături de mai multe mii de familii aromâne, iar el a continuat studiile medii la liceul teoretic din Bazargic. Apoi a studiat la Facultatea de Litere și Filosofie din București, pe care a absolvit-o în 1935, continuând studiile la Facultatea de Drept pe care a absolvit-o în 1938. Și-a început apoi cariera de avocat pledant. În 1940 și-a luat și titlul de doctor în drept, la Facultatea de Drept din Cernăuți.
În 1949 Atanasie Nasta s-a căsătorit cu Paula Gabriela Popescu (1928-2008), cu care a avut un fiu, Dan Ion Nasta, născut la 7 iulie 1951, viitor poet, eseist și traducător.

## Activitatea literară
A debutat în literatură în 1936, cu poezii în revistele „Pasărea Albastră” și „Suflet Nou”. A publicat și articole de exegeză culturală aromână. A realizat și traduceri literare din limbile greacă și bulgară, pe care le-a publicat.
În 1981 a apărut la Editura Albatros prima sa carte, o culegere de sonete.
Hristu Cândroveanu i-a publicat poezii în „Antologia lirică aromână”, apărută în 1975, și în „Un veac de poezie aromână”, din 1985.
În 1985, Atanasie Nasta a publicat al doilea volum al său cu sonete, „Ora de poezie”, apărut la Editura Cartea Românească.
În 1996 a apărut volumul „Armâname, armâname”, care cuprinde poeziile scrise de Atanasie Nasta în dialectul aromân. Selecția poeziilor și publicarea acestora au fost făcute de Editura Fundației Culturale Aromâne “Dimândarea Pârintească”.

### Editor
În 1985 a apărut la editura Litera din București antologia „Ecou de cîntec aromânesc”, realizată de Atanasie Nasta, în calitate de editor. Antologia cuprinde portrete și creații a zece poeți: Mihail Nicolescu (1835-1865) (3), Vasile Muși (1895-1961) (5), Nicolae Babu (1901-1967) (6), Nicolae Caraiscu (1911-1969) (5), Theodor Minda (1911-1982) (7), Dumitru Pariza (1908-?) (7), Constantin Colimitra (1910-2001) (9), Atanasie Nasta (1912-1996) (12), Nicolae Caratana (1914-1992) (10), Costa Guli (1916-1985) (10) și Chira Iorgoveanu (1948-).
În 1992, Atanasie Nasta a editat un „Almanah Macedo-Român”, care a apărut la București, la Editura Fundației Culturale Române, sub egida Societății de Cultură Macedo-Română. Pe lângă poezii în grai aromân ale poeților din toate generațiile, almanahul cuprinde și biografiile a 27 de personalități de sorginte aromână, precum și o serie de documente și fragmente de studii, reprezentative pentru cultura și civilizația aromânilor.

## Comemorare
Cu ocazia centenarului Atanasie Nasta, în data de 3 noiembrie 2012 Societatea de Cultură Macedo-Română (al cărei prim președinte a fost Atanasie Nasta după reînființarea acesteia în 1990) a organizat la sediul UNITER din București un eveniment cultural la care au luat parte actualul președinte al SCMR, Ion Caramitru, prof. univ dr. Nicolae Saramandu și o serie de alte personalități.
```
Repere biografice
```

1906              Ecaterina Pundichi, fiica primarului din comuna Fetița, se mărită la Florina cu Ion Nasta (fiul celnicului fârșerot Stere Nasta și al Sultanei Nasta).
1912  nov.2      Se naște la Gramaticova, Atanasie Nasta, fiul lui Ion Nasta (iunie 1882- 1951) și al Ecaterinei Nasta (iulie 1885 – septembrie 1976). Acesta este al treilea născut al soților Nasta și unul dintre primii nepoți ai celnicului Teia Nasta.
1920-1926     Studii primare și începutul studiilor secundare în Grecia, ultimii doi ani la Salonic.
1927              Ion și Ecaterina Nasta se strămută în Cadrilater, comuna Armani, cu părinții și cei nouă copii la care se va adăuga, în 1928, Victoria Nasta. Din cei zece copii, șapte vor trăi după 1946. Trei dintre aceștia vor urma studii universitare.
1934-1935        Stagiul militar.
Iul.1936    Atanasie Nasta obține licența în Litere și Filosofie, Universitatea din București.
1937        Atanasie Nasta exersează ca profesor de filosofie la Liceul de băieți din Găești și este admis ca bursier la Universitatea din Cernăuți, Facultatea de drept.
1939          Obține licența în drept la Facultatea de drept, Univ. Regele Carol II.   
1940          Atanasie Nasta obține titlul de doctor al Facultății de drept din Cernăuți.
1939,1940, 1941  Atanasie Nasta este concentrat.
1942            Luptă pe frontul de est, redactează un Jurnal de front în versuri.
1943          Părinții, frații și surorile Nasta se stabilesc in comuna Ovidiu, sat Cocoșu, (județul Constanța), după instalări de scurtă durată în Bărăgan.
Ian. 1944      Atanasie Nasta se înscrie în corpul avocaților pledanți, Colegiul Ilfov.
1944             Este concentrat din nou și luptă pe front între 5 mai și 21 septembrie. La desconcentrare este trecut în rezervă cu gradul de locotenent.
1947      Biroul de avocatură al lui Atanasie Nasta din București, strada Naum Romniceanu, este evacuat ca urmare a rechiziționării imobilului de către MAI.
1948           Atanasie  Nasta își mută domiciliul și cabinetul de avocatură, în condiții  ingrate, pe strada Calomfirescu (o singura cameră).
sept.1949    Atanasie Nasta se căsătorește la București cu Paula Gabriela Popescu (1928-2008) - aceasta va intra în cinematografie ca monteur, în 1958, urmând să lucreze  cu regizori români (Jean Georgescu, Sergiu Nicolaescu, Iulian Mihu, Andrei Blaier, Gheorghe Vitanidis) și francezi (Henri Colpi).
1950       Atanasie Nasta este radiat din registrul Colegiului de avocați Ilfov pe motiv că nu este membru de partid. Urmează doi ani umilitori de persecuție și de șomaj în care familia este întreținută prin grija mamei, Ecaterina Nasta și a soacrei, Valeria Popescu (1897-1986).
1951           Se naște la București  Dan Ion Nasta, unicul fiu al lui Atanasie Nasta și al Gabrielei Nasta.  
1952      Atanasie Nasta este primit ca muncitor agricol la G.A.S. Dudu, lucrând de facto în departamentul administrativ.
1958            Atanasie Nasta este readmis pentru exercitarea avocaturii și se angajează ca jurisconsult în gospodării agricole de stat din Ilfov.
1970-1975   Atanasie Nasta își încheie cariera profesională în București, în calitate de consilier juridic la  sediul Ministerului Agriculturii și Industriei Alimentare.
1975     Atanasie Nasta întreprinde demersuri oficiale pentru recunoașterea Studioului de istorie și literatură dialectală George Murnu pe care îl conduce până în 1990.
1981, 1985   Atanasie Nasta publică două volume de sonete – „Sonete” și „Ora de poezie” -  la editurile Albatros și Cartea Românească.
1990          Atanasie Nasta devine membru al Uniunii Scriitorilor din România. Se găsește în centrul acțiunii de reorganizare a Societății de cultură macedoromână, fiind ales pentru a exercita primul mandat de președinte. Coordonează editarea Almanahului macedoromân (1992).
1996             Atanasie Naste se stinge din viață la 23 decembrie.
1997 și 2006  Societatea de cultură macedoromână comemorează un an, apoi zece ani de la dispariția lui Atanasie Nasta.
2000         Prin grija fiului, Dan Ion Nasta, apare sub auspiciile Societății de Științe filologice , antologia postumă de versuri intitulată „E dincolo de orice zbor o treaptă”.
2012        Societatea de cultură macedoromână marchează centenarul Atanasie Nasta.
Atanasie Nasta conducătorul Cenaclului  George Murnu
```
Studiou de  istorie și literatură dialectală                                                          a funcționat în perioada 1975-1990
```

întruniri lunare la Casa de Cultura a Sectorului 1
```
strada Slatineanu  din București
```

•	ședinte literare cu invitați din edituri și redacții literare (Theodor Vârgolici, Zigu Ornea, Valeriu Râpeanu, Hristu Cândroveanu);
•	evocări de personalități aromane din domeniile filologie, istorie, traduceri, cinematografie și arte plastice;
•	lansări de carte și expoziții de  fotografii;
•	conferințe pe teme de antropologie culturală, istorie și patrimoniu cu invitați de prestigiu (Romulus Vulcănescu, Ovidiu Drimba, Emil Manu, Alexandru Duțu, Alexandru Piru, Nicolae Saramandu).
Au citit din creația lor Kira Iorgoveanu, Hristu Cândroveanu, Nicolae Caratană, Teohar Mihadaș, Atanasie Nasta, Ioan Cutova, Costa Guli.
```
                              Atanasie NASTA ( 1912-1996)
```

Primul președinte al reînființatei Societăți de cultură macedoromână
12 aprilie 1990 prin sentința civilă nr. 1209 a Judecătoriei sectorului 1 s-a hotărât să se mențină personalitatea juridică acordată prin Înaltul Decret Domnesc nr 1298 din 15 aprilie 1880, referitor la înființarea Societății de cultură macedoromână. Decretul a fost emis în baza legii votate de Camera Deputaților și de Senat (1,  8 aprilie 1880).
```
                Realizări în timpul mandatului președintelui Atanasie Nasta
```

•	întreprinderea de demersuri pe lângă judecătoria sectorului 1 București  pentru recunoașterea personalității juridice a Societății și a continuității acesteia;
•	recunoașterea de către autoritățile statului român de după 1989 că „Societatea macedo-română a fost obligată să își întrerupă activitatea în 1948 și că a fost deposedată abuziv de patrimoniu”;
•	inițierea de demersuri oficiale pentru dobândirea despăgubirilor pentru imobilul demolat din Calea Rahovei nr 29, fostul sediu al Societății, și pentru restituirea clădirii din strada Busolei nr 6 ( vezi memoriul adresat Consiliului de Miniștri nr 4838 din 26 12 1990 (memoriul cuprinde și alternativa repartizării unor localuri similare);
•	 constituirea organelor de conducere și înscrierea de membri;
•	 acordarea titlului de membrii fondatori pentru 168 de membri care au avut contributii financiare voluntare,  în data de 10 ianuarie 1990 cu ocazia adunării de reînființare a Societății;
•	înființarea de filiale teritoriale în Craiova, Călărași, Slobozia, Constanța;
•	investirea filialelor cu personalitate juridică și gestiune financiară proprie;
•	tipărirea Almanahului macedoromân în 1992 la editura Fundației Culturale Române.
Persoane din Societatea cu care Atanasie Nasta a colaborat  în perioada 1990-1992
Mihai  Bileca, Stere Muceanu, Alexandru Caranica, Dumitru Nacea, Petre Iogu, Caracota Dumitrache, Nicolae Guli, Carniciu Constantin, Dumitru Nacea, Nicolae Saramandu, Ion Caramitru, Dan Șaguna, Constantin Colimitra, Hristu Zdru, George Cușa, Vanghele Nicolae, Dumitru Pariza, Nicolae Celea, Justin Tambozi, Vasile Paris, Stere Samara, Vasile Dimaca, Anatol Stamboli, Mihai Chendrea, Iancu Tugearu, Elefterie Naum, Hristu Cândroveanu, Ion Zeana, Irina Paris.